# Гуанозинтрифосфат
Гуанозин-5'-трифосфатът (ГТФ) е пуринов нуклеозид трифосфат. Използва се като субстрат при синтеза на РНК при процеса на транскрипция. Структурата му се съставена от азотната база гуанин, свързан с р рибоза и три фосфатни остатъка. Базата е свързана с 1' въглеродния атом на рибозата, а трите фосфатни остатъка за 5' атома.
Подобно на АТФ се използва като източник на енергия и за активиране на субстратите преди встъпване в реакции, но по-специфични. ГТФ е източник на енергия при транслацията.
ГТФ е жизненоважен и при сигналната трансдукция, в частност при работата на G-протеините. В процеса на сигналната трансдукция ГТФ се хидролизира до ГДТ (гуанозиндифосфат) и неорганичен фосфат, под действието на ензими ГТФази.